# Salmo 90
Il salmo 90 (89 secondo la numerazione greca) costituisce il novantesimo capitolo del Libro dei salmi.
È l'unico salmo attribuito a Mosè.